# Madra-Talsperre
Die Madra-Talsperre (türkisch Madra Barajı) ist eine Talsperre am Madra Çayı, einem Zufluss des Ägäischen Meeres, an der Provinzgrenze von Balıkesir und İzmir im Nordwesten der Türkei.
Die Madra-Talsperre befindet sich 6 km östlich der Ortschaft Altınova sowie 15 km südlich der Kreisstadt Ayvalık im Hinterland der Küste.
Sie wurde in den Jahren 1991–1998 zur Bewässerung einer Fläche von 7872 ha sowie zur Trinkwasserversorgung errichtet.
Das Absperrbauwerk ist ein 87 m hoher Steinschüttdamm mit Lehmkern.
Das Dammvolumen beträgt 3,17 Mio. m³. 
Der Stausee bedeckt bei Normalstau eine Fläche von 2,67 km². Der Speicherraum beträgt 79 Mio. m³.